# Teluknaga
Teluknaga är en ort i Indonesien.   Den ligger i provinsen Jawa Barat, i den västra delen av landet, 26 km nordväst om huvudstaden Jakarta. Teluknaga ligger 8 meter över havet och antalet invånare är 128 275.
Terrängen runt Teluknaga är mycket platt. Runt Teluknaga är det mycket tätbefolkat, med 5 805 invånare per kvadratkilometer. Närmaste större samhälle är Tangerang, 8,8 km söder om Teluknaga. Omgivningarna runt Teluknaga är en mosaik av jordbruksmark och naturlig växtlighet.